# Великонеклинівське сільське поселення
Великонеклинівське сільське поселення — муніципальне утворення у Неклинівському районі Ростовської області. 
Адміністративний центр поселення — село Велика Неклинівка.
Населення - 2793 осіб (2010 рік).
Великонеклинівське сільське поселення розташовано на північ від міста Таганрог; на правобережжі Міуса до річки Мокра Сарматка (Отрадне); через Міус на схід розташовано Покровське.

## Адміністративний устрій
До складу Великонеклинівського сільського поселення входять:
- село Велика Неклинівка - 1012 осіб (2010 рік);
- село Мала Неклинівка - 482 осіб (2010 рік);
- село Отрадне - 703 осіб (2010 рік);
- хутір Бутенки - 53 осіб (2010 рік);
- хутір Єдуш - 130 осіб (2010 рік);
- хутір Жатва - 26 осіб (2010 рік);
- хутір Золотьки - 2 осіб (2010 рік);
- хутір Кунделекино - 53 осіб (2010 рік);
- хутір Палій - 19 осіб (2010 рік);
- хутір Піменово - 70 осіб (2010 рік);
- хутір Прядки - 31 осіб (2010 рік);
- хутір Розкити - 0 осіб (2010 рік);
- хутір Сємаки - 212 осіб (2010 рік).